# Los Tres
Los Tres (también estilizado como Los Tr3s o Los 3), es una banda de rock chilena oriunda de Concepción, activa desde 1987 al año 2000 y del 2006 al presente, con un breve receso indefinido de por medio. Compuesta por el guitarrista y vocalista Álvaro Henríquez, el bajista Roberto Titae Lindl, el baterista Francisco Molina, y —posteriormente— el guitarrista Ángel Parra, el cuarteto se consolidó como la cara visible del rock chileno en Latinoamérica durante la década de los noventa y, a posteriori, como una de las bandas más influyentes e importantes de la música popular de Chile.
Formados en marzo de 1987 y liderados por el letrista Álvaro Henríquez, el grupo se definió como un trío de rock penquista con fuertes influencias del rock and roll clásico y, con la inclusión del guitarrista Ángel Parra —de la familia Parra—, el jazz. Tras afianzarse en Santiago y alcanzar cierta reconocimiento local, la banda publicó su álbum debut Los Tres (1991), que aunque tuvo un recibimiento inicial tenue, logró popularizarse gracias a la difusión boca a boca y la recientemente creada radio Rock & Pop. El éxito de su álbum homónimo les llevó a firmar con Sony Music en 1993 y lanzar su segundo álbum, Se remata el siglo, ese mismo año, con un sonido más hard rock inspirado por el boom del grunge en la época. Su tercer álbum, La espada & la pared (1995), mostró una mayor madurez musical y la vuelta al sonido de sus inicios, ayudando también a expandir su música al público general. Sus álbumes subsecuentes, los registros en vivo Los Tres MTV Unplugged (1996), de su presentación en el programa MTV Unplugged, y La Yein Fonda (1996), marcaron la incorporación de la raíz folclórica en su música, con la inclusión de estilos como el «jazz huachaca» y la cueca. El primero de estos álbumes también catapultó a la fama internacional al grupo, convirtiéndose en cuádruple Disco de Platino en Chile y consolidando al grupo como la cara del rock chileno en Latinoamérica. Sus álbumes posteriores Fome (1997) y La sangre en el cuerpo (1999), de mayor complejidad lírica y musical, fallaron en igualar el desempeño comercial de sus antecesores, esto sumado al eventual desgaste por su inesperado éxito en el resto del continente terminó con la separación del grupo en mayo del 2000.
Tras casi seis años, en marzo de 2006, Los Tres anunciaron su regreso junto a Manuel Basualto como invitado estable en la batería. Cuatro meses después publicaron su sexto álbum de estudio, Hágalo usted mismo, y dieron dos conciertos en el Movistar Arena de Santiago, que al año siguiente lanzaron en el álbum en vivo Arena. Los años posteriores, el grupo se dedicó casi exclusivamente a las presentaciones y el material en directo; solo publicando en 2010 un álbum de estudio en homenaje a las víctimas del terremoto en Chile del mismo año, llamado Coliumo, y en 2015 un EP llamado Por Acanga. Durante este periodo también se les unió Cuti Aste —quien ya había participado como músico invitado durante su primera etapa— en los teclados y el acordeón, y Basualto y Parra dejaron el grupo, siendo reemplazados por Boris Ramírez y Sebastián Cabib en 2012 y 2013.
En abril de 2023, el grupo anunció un «receso indefinido» después de su gira Rarezas. No obstante, durante el segundo semestre del mismo año anuncian el regreso de la formación original (Henríquez, Lindl, Molina y Parra) y el agendamiento de tres conciertos en 2024.

## Historia

### Inicios (1980-1989)
Los orígenes de la banda se remontan a principios de la década de 1980 en la ciudad de Concepción, capital de la Región del Biobío, con los amigos adolescentes Roberto "Titae" Lindl y Álvaro Henríquez como protagonistas, los cuales fundaron por esos años diversas agrupaciones musicales de rockabilly con las cuales participaron en universidades, peñas y bares de la ciudad, interpretando versiones de temas de Chuck Berry, Gene Vincent y Elvis Presley. Con Francisco Molina (futuro cofundador de Los Tres) además de Gilles Marie, Rodolfo Lindl y Fernando Saavedra, forman la banda "Dick Stones"; posteriormente, con el baterista Andrés Valdovinos, "Los Escalímetros", y en 1984, junto a Jorge Yogui Alvarado (futuro líder de Emociones Clandestinas) fundan el grupo "Los Ilegales".
Titae parte por esa época durante un año y medio a Austria a realizar estudios musicales, lo que resultaría en sus primeros acercamientos al jazz, uno de los estilos que caracterizarían más tarde la música de Los Tres. Luego de su regreso a Chile, en marzo de 1987 el trío conformado por Álvaro, Titae y Pancho se reúnen nuevamente, esta vez bajo el definitivo nombre de "Los Tres", siendo su debut en el gimnasio Lord Cochrane de Concepción. Ese mismo año decidirían establecerse en la capital Santiago, debutando en el Centro Cultural Estación Mapocho. Paralelamente al trabajo de Titae como contrabajista de la Orquesta Sinfónica Juvenil, y de Henríquez como intérprete en la aclamada obra de teatro La Negra Ester, la compañía Teatro Provisorio les encarga en 1988 la musicalización de su obra Y Warhol, la cual llevan a cabo inspirándose en el trabajo de Andy Warhol con la banda The Velvet Underground en Nueva York.
En 1988 y con la integración del guitarrista Ángel Parra, con estudios musicales en París y California, hijo del reconocido cantautor del mismo nombre, siendo a su vez nieto de Violeta Parra y por tanto miembro de la Familia Parra, se consolida el inicio profesional de la banda, que a pesar de haber pasado a ser un cuarteto, decide mantener su nombre original, con el cual ya estaban comenzando a lograr cierta notoriedad.

### Primera etapa (1990-2000)

#### Los TresySe remata el siglo

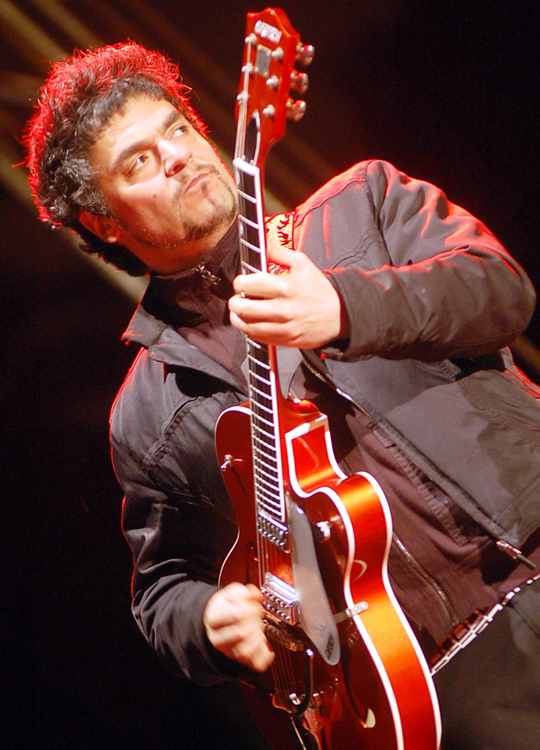
El guitarrista Ángel Parra se integró a la banda en 1990.

En 1991, Los Tres lanzan su disco debut, Los Tres, grabado bajo el sello Alerce. Este disco contiene temas como Pájaros de Fuego, He barrido el sol, La primera vez, dedicada implícitamente a Augusto Pinochet, y Un amor violento, canción que se ha convertido en una de las más populares del grupo.[cita requerida] Durante este período el baterista Pedro Greene remplazó temporalmente a Molina «por toda una temporada».
En 1993 lanzaron su segundo álbum, titulado Se remata el siglo, bajo el sello multinacional Sony. Este disco tiene un sonido más rock que el anterior. Algunos de sus temas poseen marcados riff, otros se asocian al grunge, estilo muy de moda en aquellos años, e incluso dos canciones poseen letras en inglés.

#### La espada y la paredyMTV Unplugged
La difusión masiva de la banda se inicia con el álbum La Espada & La Pared, editado en 1995 bajo el sello Sony. De ese disco destacan canciones como La Espada y la Pared, Déjate caer y Tírate. Su primer sencillo fue la versión de «Tu cariño se me va» de Buddy Richard. En esta época la banda comenzó a ser reconocida en el exterior: se hacen amigos de Café Tacuba e intercambian infulencias, Fito Páez los invita a abrir un espectáculo en River, y el canal MTV los invita para grabar un unplugged en Miami, el que aparecería en el álbum Los Tres MTV Unplugged al año siguiente. Durante esta presentación, Álvaro Henríquez se vistió de militar raso, haciendo referencia a la dictadura militar ocurrida en Chile. Contó con la participación de Antonio Restucci y Cuti Aste.
Con este disco la banda consigue el Disco de Oro en veinticinco días y el Disco de Platino en cuarenta y seis días.[cita requerida]
Este disco contiene varias canciones de los discos anteriores en versiones acústicas, una canción inédita, «Traje desastre», y tres temas originales de Roberto Parra, que había fallecido unos meses antes y en su honor fue dedicado el disco. De las canciones de Roberto Parra, el foxtrot Quién es la que viene allí se convirtió en un éxito inmediato, permaneciendo hasta la fecha como una de las canciones más recordadas de Los Tres en el imaginario popular.

#### La Yein fonda,FomeyPeineta
En 1996 lanzan La Yein Fonda, un disco grabado en vivo desde su fonda inaugurada ese año, donde interpretan cuecas y cumbias. 
En 1997 se edita Fome, su cuarto trabajo de estudio. De este disco destacan las canciones «Bolsa de mareo», «Olor a gas», «Jarabe para la tos» o «La torre de Babel». El álbum significa una completa reinvención, la creación de un rock fino y elaborado, con más elegancia y menos frescura que sus trabajos anteriores. Este sonido sería poco comprendido por quienes venían siguiendo el sonido de Los Tres, especialmente después de su Unplugged. Las letras, asimismo, se vuelven más crípticas y difíciles de comprender.[cita requerida] Sin embargo, con el tiempo el disco fue adquiriendo mayor notoriedad, siendo incluso en abril de 2008 considerado por la edición chilena de la revista Rolling Stone el 29.º mejor disco chileno de todos los tiempos.
En 1998 apareció Peineta, disco con jazz huachaca y cuecas choras, homenaje a los hermanos Roberto y Eduardo Parra. En estos discos, el grupo desarrolla su acercamiento a las formas de música chilena más tradicionales, pero también más olvidadas por la conciencia popular, especialmente por la juventud.

#### 1999-2000:La sangre en el cuerpoy primer receso indefinido
Ya en la época de la grabación de Fome, habrían existido fricciones entre los integrantes de la banda, que se acentuarían con la grabación de su sucesor, La Sangre en el Cuerpo, el quinto trabajo en estudio de la agrupación, que saldría en 1999, con canciones como No me falles y "La respuesta". En términos sonoros, La Sangre en el Cuerpo conserva parte del sonido más decantado de Fome, pero con composiciones más livianas y fáciles de escuchar que su antecesor. El álbum se grabó en Nueva York, con participaciones especiales de Roberto Márquez (Illapu) y la mexicana Julieta Venegas. El tenue recibimiento del disco y la gran exigencia del grupo culminó con el anuncio de un «receso indefinido» el 4 de abril de 2000. Realizaron una gira de despedida al mes siguiente, en la cual los acompañó el tecladista Camilo Salinas y de la que registraron el álbum en vivo Freno de mano (2000). Los Tres también contrataron al periodista argentino Enrique Symns para una biografía, La última canción, sin embargo, desautorizaron el libro después de que Symns escribió que su separación en realidad fue por problemas sentimentales, drogas y dinero.

### Segunda etapa (2006-2013)

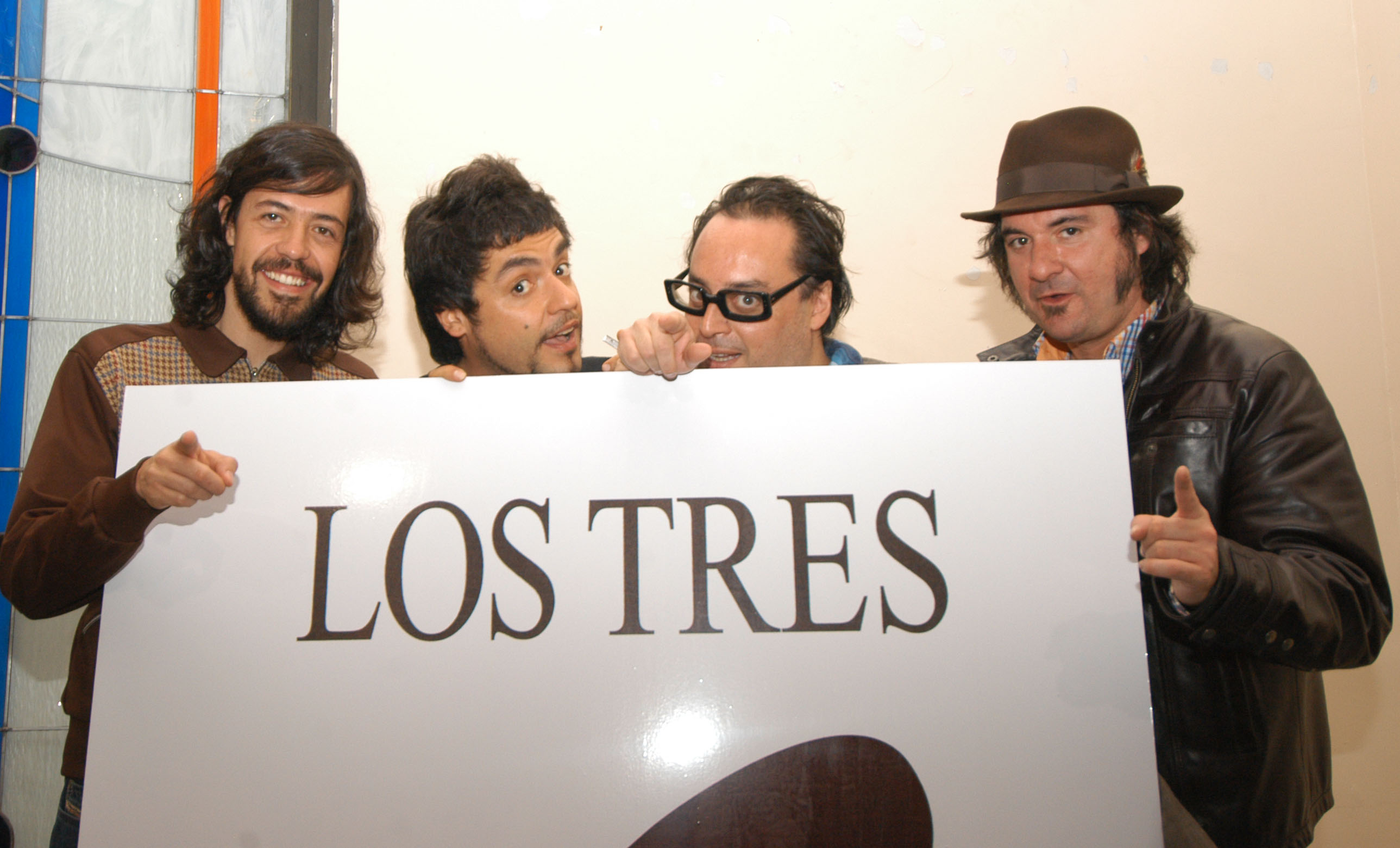
Los Tres junto a Emmanuel del Real, productor del álbum Hágalo usted mismo de 2006.

#### Hágalo usted mismoyArena

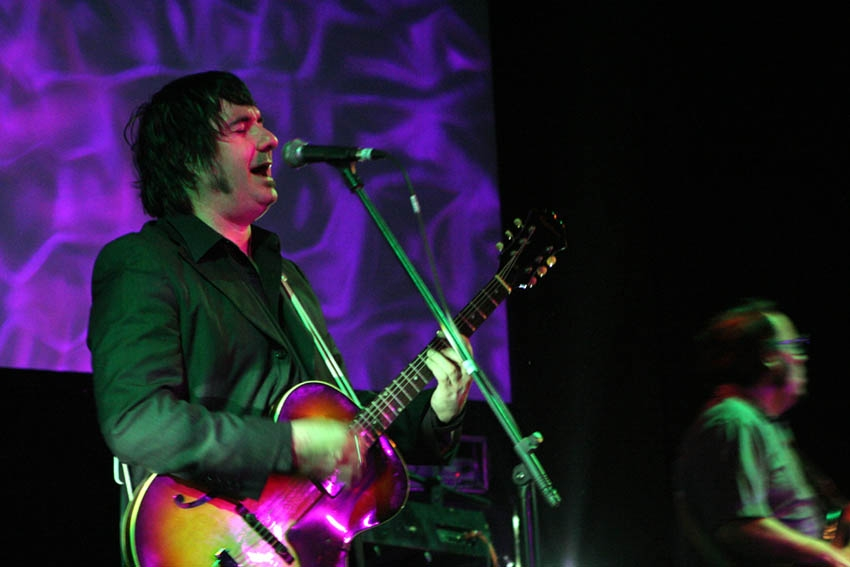
Álvaro Henríquez y Roberto "Titae" Lindl tocando con la banda en 2006, el mismo año de su reagrupación.

En el año 2006, tras rechazar una oferta millonaria por parte de los organizadores del Festival de Internacional de la Canción de Viña del Mar para reunir a la disuelta banda, el 4 de marzo se anuncia que el grupo penquista se reunía con tres de los cuatro miembros originales: Álvaro Henríquez, Roberto "Titae" Lindl y Ángel Parra. Además de Manuel Basualto como baterista invitado.
El 3 de julio de 2006 salió a la venta el nuevo álbum de la banda, Hágalo Usted mismo, que incluye diez nuevas canciones, dentro de las cuales se destacan los sencillos "Camino", Cerrar y abrir y el tema homónimo del disco, "Hágalo Usted mismo", además de dos temas con dedicatoria: uno a Augusto Pinochet ("No es cierto") y otro a Manuel Contreras ("Bestia"). En solo 24 horas, el álbum logra disco de oro por 10 000 copias vendidas.
El álbum fue presentado en dos conciertos los días 7 y 8 de julio en el Arena Santiago del Parque O'Higgins, de la capital chilena, dando un magnífico concierto con temas nuevos y los clásicos conocidos de la banda, que tuvo la presencia del miembro de Café Tacuba, Emmanuel del Real, quien fue productor del disco. También presentaron a los músicos invitados Manuel Basualto en la batería, Joselo Osses en teclados y Rodolfo Henríquez en acordeón, quienes desde 2004 eran colaboradores de Henríquez y a partir de este concierto pasarían a ser músicos de apoyo de Los Tres. 
Este show fue grabado y editado en CD y DVD Posteriormente, con el nombre de Arena. Debido al éxito de esa experiencia, el grupo suma presentaciones en el Sporting Club de Viña del Mar, en Concepción, su ciudad natal, para luego cerrar esa etapa con la presentación en el Festival de la Pampilla, en donde reúnen a casi 120.000 personas. Los planes del grupo van por la internacionalización definitiva, la que consiguieron en 1996 con su disco MTV Unplugged, a través de giras por México y Estados Unidos, además de participar en el Festival de Viña del Mar en febrero del 2007 logrando ganar Antorcha de Plata, Antorcha de Oro, y Gaviota de Plata, máximo premio otorgado a los artistas invitados.
El viernes 14 de diciembre de 2007, la Presidenta de Chile, Michelle Bachelet, les concedió el Premio a la Música Nacional "Presidenta de la República", en una ceremonia realizada en el salón Montt Varas, del Palacio de La Moneda. La banda nacida en Concepción fue galardonada en la categoría Música Popular.
A comienzos de septiembre de 2008, la banda fue galardonada con una estatuilla Apes en la categoría "mejor grupo", gracias a su disco Hágalo Usted mismo. En la segunda mitad de 2008, la banda creó la música para un interesante comercial del canal de fútbol chileno, CDF (Canal del Fútbol), con una curiosa y pegajosa frase: "No seai pelota, ¡juega a la pelota!". El comercial lo puedes ver aquí. Durante los últimos meses de 2008, Los Tres colaboraron en el disco "Tributo a Inti-Illimani Histórico. A la salud de la música chilena", con una magnífica versión de la canción "Retrato".

#### 33 horas baryColiumo

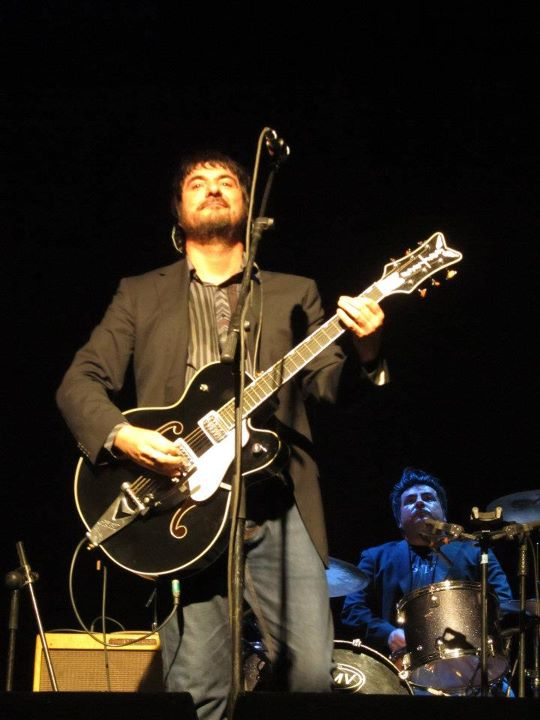
Álvaro Henríquez en 2011.

En junio de 2009 la banda lanzó su DVD 30 y Tr3s Horas Bar, un espectáculo de rock y danza registrado en mayo y junio de 2008 junto al Ballet del Teatro Municipal de Santiago. Estas presentaciones, las cuales fueron realizadas también en junio de 2009 con algunas canciones y personajes agregados a la obra, contó con la misma formación de músicos del disco en vivo Arena.

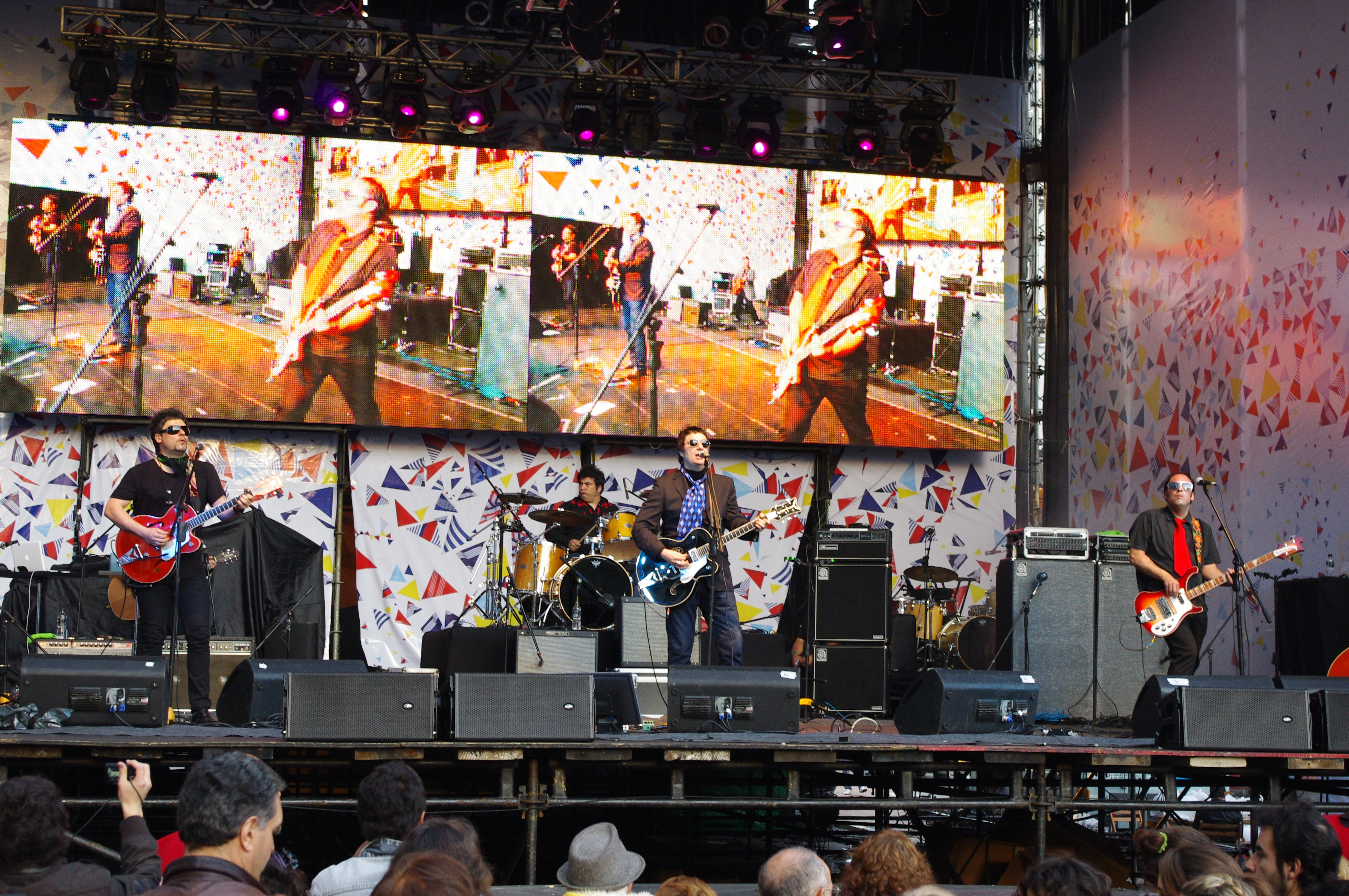
Los Tres en 2011, en Uruguay

En junio de 2010, previo a lo que será su próximo álbum, Los Tr3s sorprenden en la radio Rock & Pop con un magnífico cover del tema "Saco azul", original de Los Fabulosos Cadillacs, en una versión Surf Rock que formará parte de un nuevo disco tributo a la legendaria banda argentina que se editará en Argentina, México, Chile, Colombia, Perú y España, y en el cual participan importantes artistas como Andrés Calamaro, Gondwana, Catupecu Machu, Aterciopelados, entre muchos otros. Se anunció además que este cover sería el primer sencillo promocional del disco, y que también contaría con un videoclip.
Durante julio de 2010, Los Tres volvieron a Nueva York para encerrarse en el estudio de grabación a preparar el esperado nuevo álbum, anunciado hace un par de años (sucesor del exitoso Hágalo Usted mismo) y una vez más bajo la producción del ingeniero Joe Blaney. Este disco consta de 16 canciones inéditas, entre ellas: dos canciones instrumentales, dos cuecas carceleras de Roberto Parra Sandoval, y canciones nuevas como "Hoy me hice la mañana", "Don José", "El hocicón", "Diabla" y "Cárcel, hospital y cementerio". Este trabajo lo realizan en los estudios Dreamland Recording de Nueva York. Prestigioso estudio donde han grabado destacados músicos con Pat Metheny, The B-52's, Herbie Hancock, 10,000 Maniacs entre otros.
Aprovechando su estadía en USA, Los Tr3s realizan una gira por diversas ciudades del país como Washington y Nueva York, entre otras.
El 2 de septiembre, la banda confirmó que su nuevo disco se llama Coliumo, en homenaje a una de las localidades más afectadas por el Terremoto de Chile de 2010. El primer sencillo del álbum fue la canción «Shusha» y estuvo rotando en las principales radioemisoras de Chile a partir del miércoles 8 de septiembre. El 2 de febrero de 2011, la banda dio a conocer el primer vídeo del disco, correspondiente al segundo sencillo «Hoy me hice la mañana». Dirigido por Eduardo Bertrán, los integrantes hacen un homenaje a las víctimas del terremoto en Chile.
A finales de 2012, Manuel Basualto deja el puesto de baterista, siendo reemplazado por Boris Ramírez, baterista de la banda Primavera de Praga. 
El 18 de octubre de 2013, la alcaldesa de Viña del Mar, Virginia Reginato, confirmó a Los Tres como una de las bandas chilenas que se presentará en el Festival de la Canción de Viña del Mar, siendo la tercera vez que la banda se presenta en dicho evento, y siendo la tercera agrupación chilena en confirmarse junto con La Ley y Gepe.
En octubre de 2013, debido a proyectos personales en Chile, Ángel Parra anunció públicamente su renuncia de la banda, luego de 25 años de carrera con ella. En su reemplazo la banda integró a Sebastián Cabib, quien desde 2010 era músico de apoyo en el grupo ejecutando teclados y guitarra acústica.

### Tercera etapa

#### 2014-19:Por acanga, veinte años delUnplugged, y problemas de salud de Henríquez

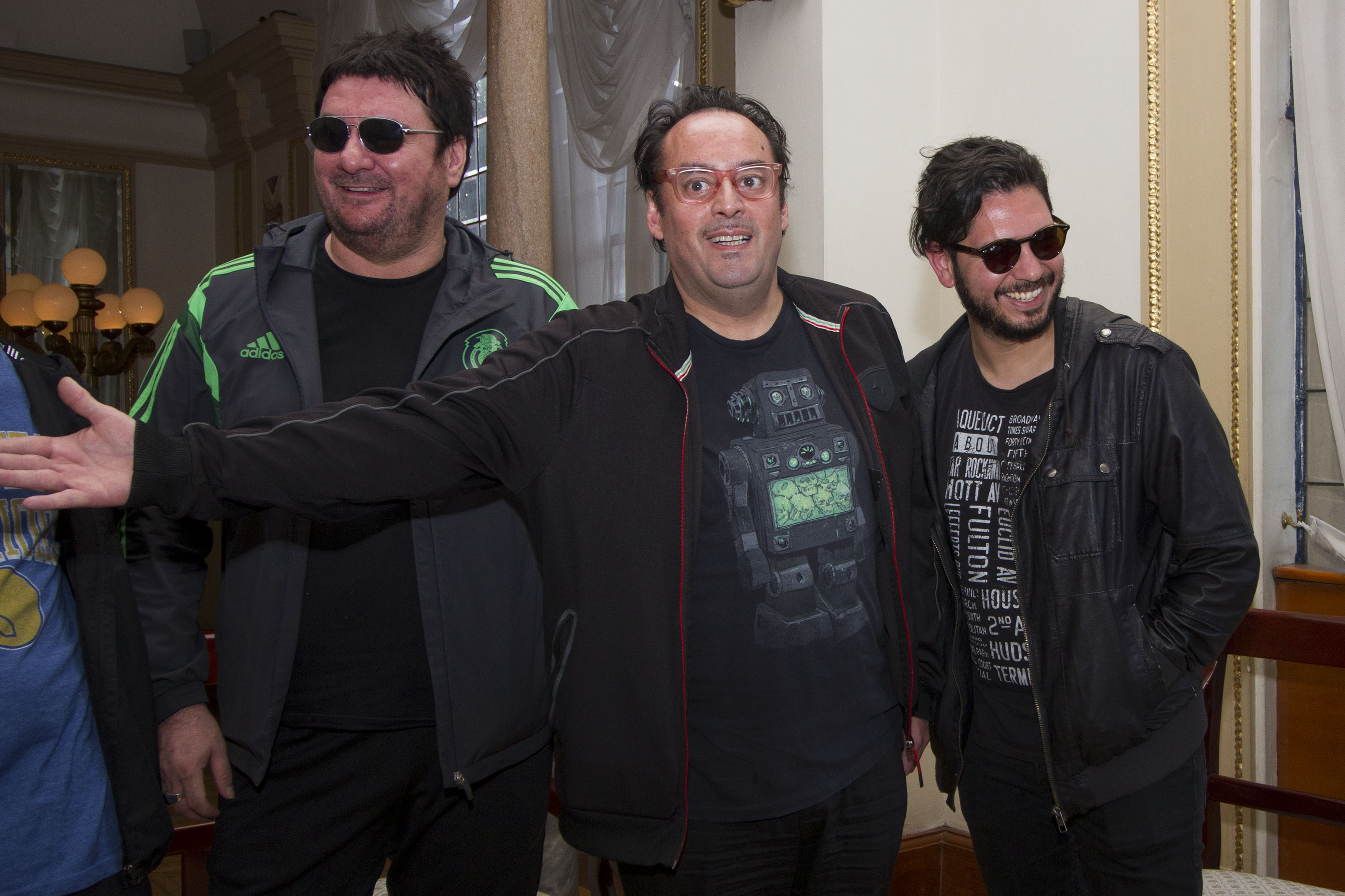
Los Tres en 2016, con Sebastián Cabib como guitarrista

El 1 de enero de 2014 la banda lanzó «Hey Hey Hey», el primer sencillo de su próximo álbum. Su videoclip, dirigido por Boris Quercia, fue criticado vía Twitter por la ministra directora del Servicio Nacional de la Mujer (Sernam) Loreto Seguel, ya que según ella «naturaliza la violencia y el femicidio [sic] como forma de resolver conflictos». Esta declaración se viralizó en los medios sociales, apareció en prensa escrita y noticieros de televisión y desencadenó numerosos reclamos hacia la banda. En una declaración oficial pública al día siguiente, Álvaro Henríquez, vocalista y líder de la banda, rechazó enfáticamente las acusaciones de Seguel, declarando que «Los Tres aborrecemos la conducta abominable del femicidio». El actor español Luis Tosar, que en 2003 había participado en la premiada película Te doy mis ojos que abordaba el tema de la violencia contra la mujer, fue vetado ese año de participar en el IX Festival Implícate, y pidió disculpas por su participación en este videoclip.
El día 23 de febrero de 2014, ya sin Parra en su alineación, Los Tres se presentaron en el Festival de Viña del Mar, logrando un gran espectáculo. Esta presentación tuvo como músicos invitados a Cuti Aste y Rodolfo Henríquez quienes iban intercambiando instrumentos entre teclados y acordeón, dependiendo de cada canción. 
Después de este concierto la banda integró a Paul Cortés como músico de apoyo en teclados, acordeón y guitarra acústica.
En agosto de 2015 Los Tres anunciaron el lanzamiento de un nuevo disco para fin de año, que fue lanzado el 19 de octubre y resultó ser el primer EP de la banda, titulado Por acanga. El segundo sencillo del álbum fue Quizás con quién, cuyo videoclip estuvo protagonizado por Luciana Echeverría. 
Entre 2016 y 2017 el grupo realizó una gira por Chile, Argentina, México y otros países, para conmemorar los 20 años de la salida del álbum Los Tres MTV Unplugged. La gira contó con la participación de Cuti Aste y Antonio Restucci, quienes participaron también en aquella ocasión. 
Luego de esta exitosa gira el grupo presentó a Cuti Aste como miembro estable, logrando un gran desempeño y versatilidad en vivo, tocando teclado, acordeón y guitarra acústica.
El 19 de enero de 2018 se generó una polémica luego de que el grupo se presentara en Talagante, donde se vio a Álvaro Henríquez desganado, sin cantar, y con dificultades para desplazarse. Posteriormente se confirmó que Henríquez estaba con problemas de salud, lo que significó cancelar la presentación del grupo en la Cumbre del Rock Chileno, que estaba preparada para el 27 del mismo mes. En los meses siguientes la salud de Henríquez empeoró, hasta que el 2 de mayo de 2018 fue operado de urgencia en la clínica Las Condes donde se le realizó un trasplante de hígado, debido a problemas asociados con el exceso de alcohol. Álvaro Henríquez esperaba desde mediados de marzo un trasplante al hígado. Tan seria era la situación que se había convertido en prioridad nacional. «Llegó en condiciones extremadamente graves», explicaría en conferencia de prensa el doctor Buckel. Henríquez estuvo hospitalizado al menos 6 veces por períodos de días a semanas, antes de su intervención. En agosto apareció nuevamente en los escenarios junto a Café Tacvba en Santiago, anunciando además una gira conjunta para el verano.

#### 2019-2022: veintidós años deFomey pandemia de COVID-19

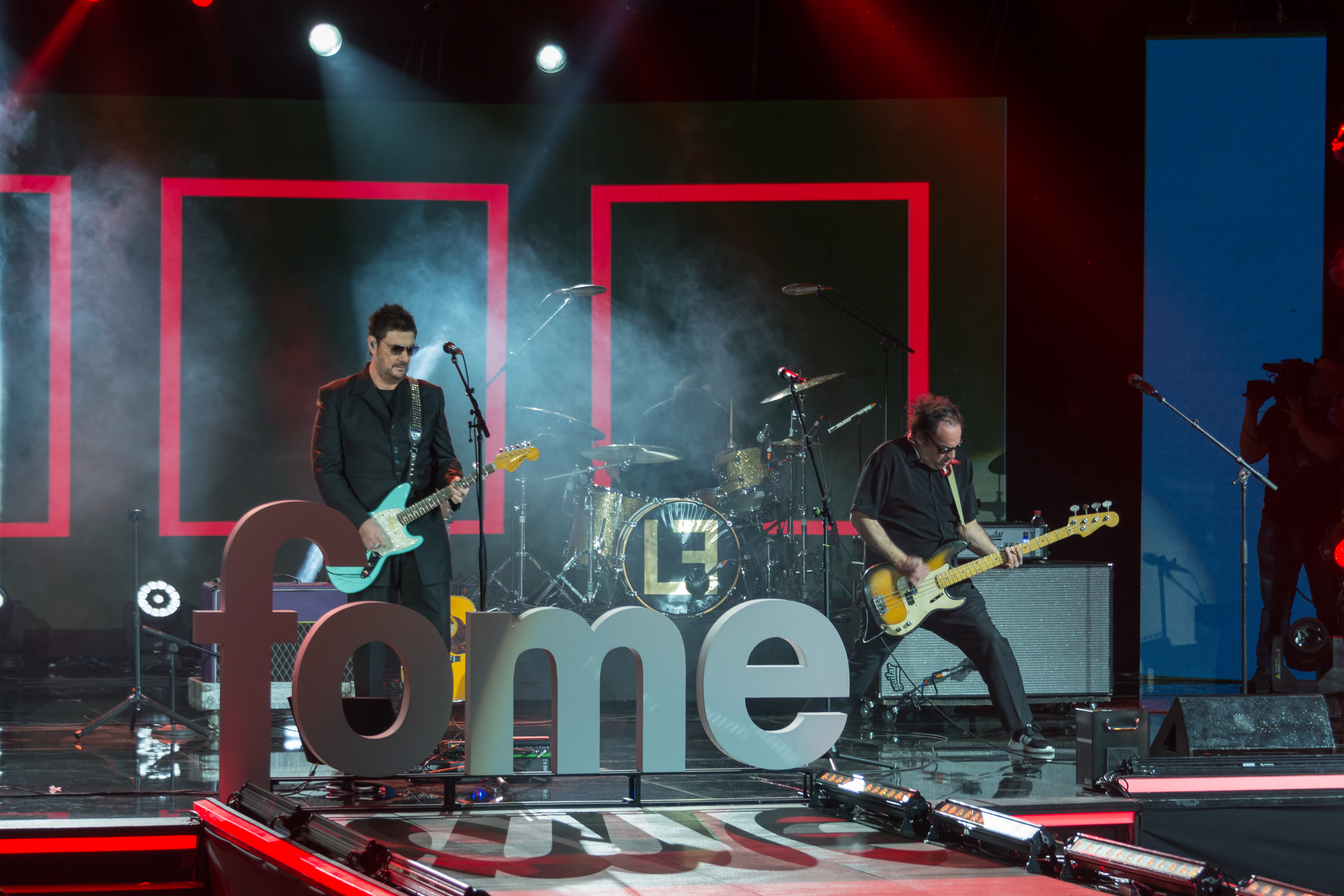
Durante la gira de celebración de "Fome" en 2019.

En 2019 tocan en Lollapalooza logrando gran éxito y demostrando su vigencia y peso. Durante 2019 Los Tres realizan una gira por Chile celebrando los 22 años del álbum Fome, considerado por muchos críticos -y por el propio Álvaro Henríquez- como su mejor material de estudio, además la revista Rolling Stone lo eligió y lo destacó en su ranking como uno de "Los Mejores Discos Chilenos de Todos los Tiempos". La gira finalizó con un concierto en el Teatro Municipal de Santiago el 1 de marzo de 2020. Estaban listos para continuar la gira por México, y por primera vez en Europa, con fechas en Barcelona, Madrid, Londres y París, sin embargo la Pandemia de COVID-19 truncó sus planes.

#### 2022-23:Rarezasy segundo receso indefinido
La banda seguiría con fechas esporádicas en fiestas municipales y conciertos de grandes éxitos sin grandes planes, hasta el 9 de junio de 2022 cuando mediante redes sociales la banda anunció su gira "Rarezas", donde interpretarían temas poco conocidos y lados b de su discografía, idea que emocionó a sus fanáticos que venían pidiendo que algunos temas se interpretaran en vivo, como por ejemplo "El rey del mariscal", "La sangre en el cuerpo", "No es cierto", "seguir hasta que salga el sol" y muchas canciones más. Se anunciaron fechas en coquimbo, Viña del mar, Frutillar, Castro y Santiago, en el centro cultural Matucana 100, donde se grabó el concierto y sería posteriormente editado como disco en vivo en mayo de 2023 bajo el título "Rarezas (en vivo)", lanzado únicamente a plataformas digitales a través del sello Revolcón, fundado por Álvaro Henríquez a principios de ese año. La gira finalizaría en su natal Concepción en el teatro Universidad de Concepción el 17 de diciembre de 2022, Lugar emblemático para la banda al haber vivido muchos conciertos importantes para su historia en aquel teatro. En abril de 2023, por medio de Twitter, anunciaron que la banda entraría en un receso indefinido tras la gira "Rarezas".

### Regreso de la formación original

#### 2023-presente: rumores de reunión y conciertos

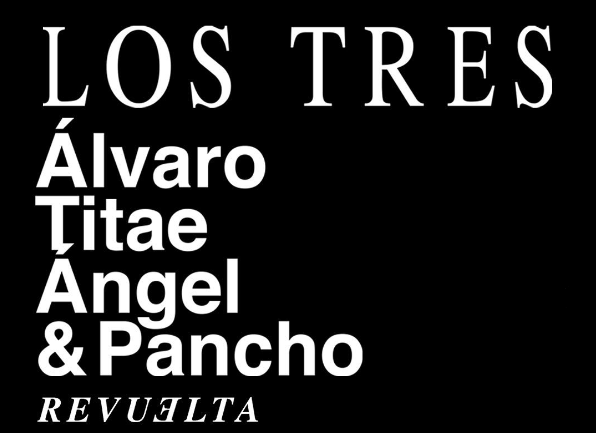
Imagen en el Instagram oficial de Los Tres, que informa de su gira "Revuelta" con su formación original.

El 23 de agosto, el sitio web Culto de La Tercera afirmó tener información de que Los Tres volverían con su formación original para dos conciertos en Santiago (Volviendo al Movistar arena después de sus conciertos en 2006) y Concepción en abril de 2024. Según el medio, representantes del grupo decidieron no hablar al respecto. Aunque finalmente, el 10 de octubre Los Tres confirmaron su regreso bajo su formación original con el retorno de Ángel Parra y Francisco Molina, y el 11 de octubre publicaron una reversión de su sencillo «Hojas de té» y anunciaron oficialmente los conciertos de Concepción y Santiago, más uno gratuito al día siguiente en la Plaza de la Independencia en Concepción. A este último evento atendieron alrededor de 20 000 personas y marcó la primera presentación de Henríquez, Lindl, Parra y Molina en poco más de 23 años, además Los Tres recibieron el reconocimiento de Embajadores Culturales de la ciudad después de tocar.
Participaron junto a Los Jaivas y Los Bunkers en la ceremonia de inauguración de los Juegos Panamericanos de 2023 en Santiago. El 1 de diciembre realizaron una presentación gratuita en la Plaza Nuñoa donde asistieron más de 30 mil personas, todo esto para preparar su nombrada "Revuǝlta", la gira que los llevará el 2024 a realizar conciertos en Concepción, Santiago, Antofagasta y Puerto Montt.El 5 de marzo de 2024, se anunció un EP de nuevas grabaciones también llamado Revuelta, programado para lanzarse la siguiente medianoche.

## Miembros
| Miembros actuales - Álvaro Henríquez – voz, guitarra rítmica, batería (1987-2000, 2006-presente) - Roberto Titae Lindl – bajo, contrabajo, teclados (1987-2000, 2006-presente) - Francisco Molina – batería, bajo (1987-2000, 2023-presente) - Ángel Parra – guitarra líder, lap steel (1990-2000, 2006-2013, 2023-presente) | Otros miembros - Paul Cortés – teclados, acordeón (2014-2016) - Boris Ramírez – batería (2012-2023) - Sebastián Cabib – teclados, guitarra rítmica, batería (2011-2013), guitarra líder (2013-2023) - Manuel Basualto – batería (2006-2012) - Rodolfo Henríquez – acordeón (2006-2016) - Joselo Osses – teclados, guitarra acústica (2006-2009) - Camilo Salinas – teclados (1999-2000) - Cuti Aste – teclados, acordeón (1991-1996, 2014-2016), (2016-2023) - Pedro Greene – batería (1991) |

1. 1 2 3 4 5 6 7 8  Como músico invitado o de gira.

## Discografía
Álbumes de estudio
- 1991: Los Tres
- 1993: Se remata el siglo
- 1995: La espada & la pared
- 1997: Fome
- 1999: La sangre en el cuerpo
- 2006: Hágalo usted mismo
- 2010: Coliumo